# 怀孕母猪
怀孕母猪，是猪生产学的术语，指后备母猪或空怀母猪配种后，处于妊娠期的一种状态。一般母猪的妊娠期为114天。
实际生产过程中，常将参加配种的所有母猪都称为怀孕母猪。但这其中有一部分猪可能会因为配种失败等原因而出现返情或流产，即实际状态为空怀母猪。

## 营养需要
一般可对怀孕母猪进行体况评分，并根据不同妊娠阶段进行饲养。

## 日常管理
猪场的饲养员或管理人员应经常对母猪进行查情，以便及时发现返情或流产的母猪。